# Velikite
La velikite è un minerale, correlato strutturalmente alla kësterite.

## Etimologia
Deve il suo nome a Aleksandr Semenovich Velikiy (1913-1970), un collezionista di minerali dei giacimenti dell'Asia centrale..